# Dendrocopos atratus
El pico estriado (Dendrocopos atratus) es una especie de ave piciforme de la familia Picidae que vive en el sudeste asiático.

## Hábitat y estado de conservación
Se encuentra en Bhután, China, India, Laos, Myanmar, Tailandia y Vietnam. Su hábitat natural son los bosques húmedos tropicales y subtropicales.
Es abundante por todo su hábitat natural, por tanto es evaluada como especie bajo preocupación menor en la lista roja de especies amenazadas de la UICN.

## Subespecies
Se conocen dos subespecies:
- Dendrocopos atratus atratus (Blyth, 1849)
- Dendrocopos atratus vietnamensis (Stepanyan, 1988)